# Złoty di Cracovia
Lo złoty di Cracovia (in polacco: Złotówka krakowska) fu la valuta circolante nella Libera Città di Cracovia tra il 1835 e il 1847. Era diviso in 30 groszy. Le monete furono coniate dalla zecca di Vienna. In seguito all'annessione della città alla Austria nel novembre 1846 lo złoty di Cracovia fu a sua volta rimpiazzato dalla fiorino austriaco al cambio di 1 fiorino=4 złote e 12 groszy. Il 31 dicembre 1847 la valuta fu dichiarata fuori corso.